# Julius Heinicke
Julius Heinicke (* 23. November 1979 in Osnabrück) ist ein deutscher Kulturwissenschaftler, Professor für Kulturpolitik und Inhaber des UNESCO-Lehrstuhls für Kulturpolitik für die Künste in Entwicklungsprozessen an der Universität Hildesheim.

## Familie
Julius Heinicke wurde in eine evangelisch-lutherisch und zugleich künstlerisch geprägte Familie hinein geboren. Seine Eltern sind Andreas Heinicke, der Pastor und Superintendent der Evangelisch-lutherischen Kirche in Baden war, und die Sozialpädagogin Friedegard Heinicke (geb. Storm). Sein Großvater Johannes Heinicke war Opernsänger. Zu seiner Familie gehören neben Pastoren und Kirchenmusikern die Tänzerin und Choreografin Susanne Linke, die Sängerin und Schauspielerin Naemi Priegel und der Komponist und Pianist Sebastian Peschko.

## Werdegang
Julius Heinicke studierte Kultur- und Theaterwissenschaften, u. a. bei Joachim Fiebach und Christina von Braun, und wurde mit einer Dissertation „Theater und Politik in Zimbabwe“ an der Humboldt-Universität zu Berlin promoviert, die von Flora Veit-Wild und Christopher Balme betreut wurde. 
Von 2012 bis 2016 war er Wissenschaftlicher Mitarbeiter am Institut für Theaterwissenschaft der Freien Universität in Berlin und forschte zu den Themenfeldern angewandtes Theater, internationale Kulturpolitik und kulturelle Diversität in Deutschland und im südlichen Afrika (European-Research-Council-Projekt „The Aesthetics of Applied Theatre“). 
Von 2017 bis 2020 war er Professor für Angewandte Kulturwissenschaften an der Hochschule Coburg und leitete dort das Wissenschafts- und Kulturzentrum. 2019 habilitierte er sich mit der Schrift „Sorge um das Offene: Verhandlungen von Vielfalt im und mit Theater“. Seit dem 1. März 2020 ist er in der Nachfolge von Wolfgang Schneider Professor für Kulturpolitik an der Universität Hildesheim.
Seit 2018 ist Heinicke Mitglied der Kulturpolitische  Gesellschaft (Bonn).

## Publikationen
- Julius Heinicke: How to cook a country, Theater in Zimbabwe im politisch-ästhetischen Spannungsfeld. Wissenschaftlicher Verlag Trier, Trier 2013, ISBN 978-3-86821-479-6.
- Julius Heinicke: Sorge um das Offene, Verhandlungen von Vielfalt im und mit Theater. Verlag Theater der Zeit, Berlin 2019, ISBN 978-3-95749-250-0.